# Dricksvattenfontän

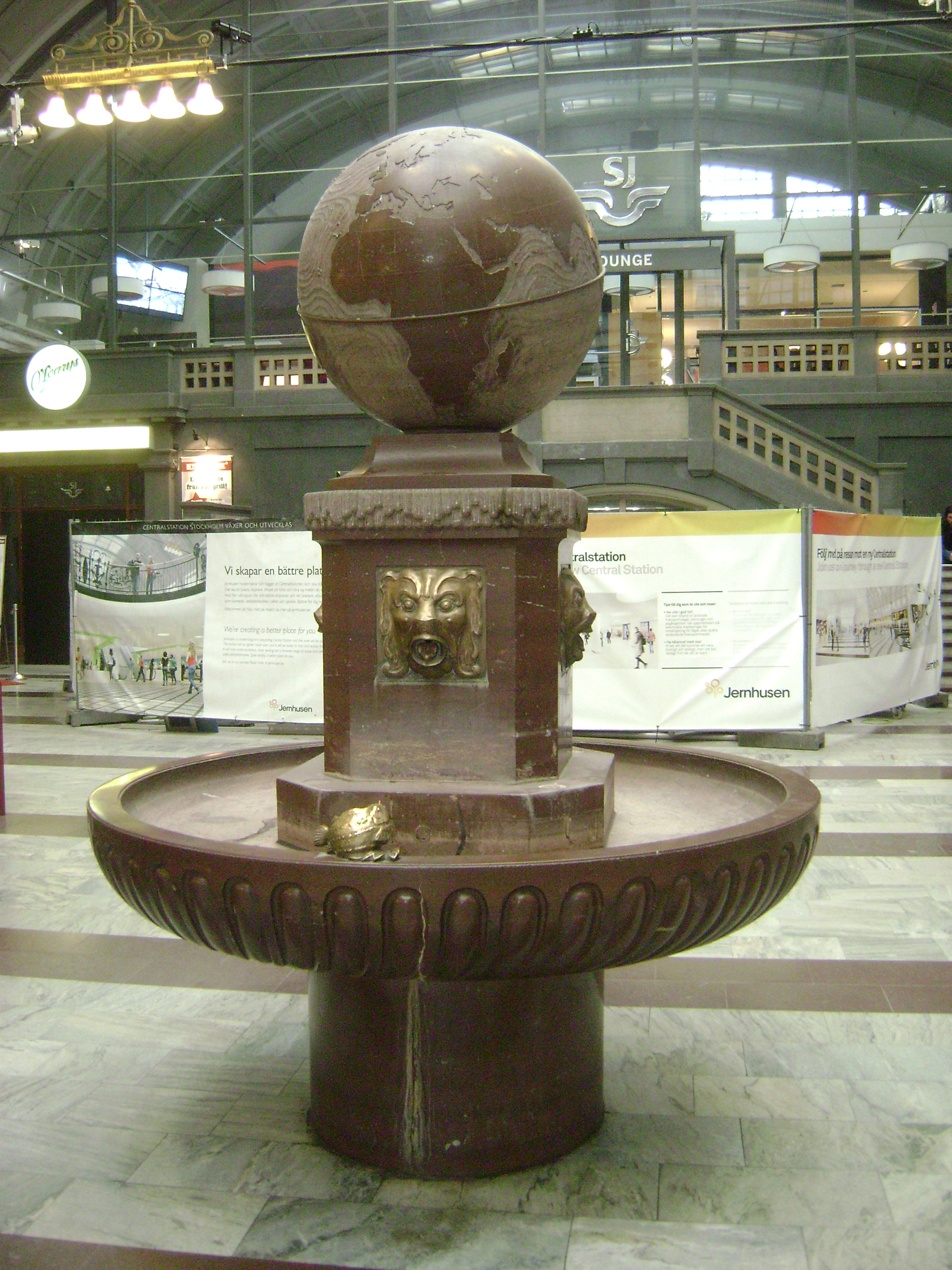
Dricksvattenfontän på Stockholms centralstation i röd jämtlandskalksten.

Dricksvattenfontän, även dricksfontän, är en anordning för inmundigande av dricksvatten. Vattnet dricks utan dryckeskärl. 
Principen bygger på en vattenstråle som kan fångas upp direkt med munnen utan att använda ett vattenglas eller en mugg. Vattenstrålen liknar ibland en liten fontän, därav namnet. Vattnet kan vara ständigt flytande som i en fontänbrunn eller aktiveras genom en tryckknapp. Vattnet som inte dricks fångas upp av en skål eller bassäng med avlopp.
En dricksvattenfontän kan gestaltas på många olika sätt, till exempel fristående som ett konstverk i läsesalen i Stockholms stadsbibliotek eller som en väggmonterad industriprodukt i rostfritt stål. I Wien finns 720 offentliga dricksvattenfontäner. En av dem är utformad så att vattenstrålen bildar ett 'W', som i Wien eller Wasser (tyska: 'vatten').

## Bilder
| - Dricksvattenfontänen i Stockholms stadsbibliotek. - Dricksfontän i Wien: W som i Wien och Wasser. - Dricksvattenfontän i Apoteket Korpen, Gamla stan. |

| - Dricksvattenfontän vid Sveaplans gymnasium. - Två dricksvattenfontäner i rostfritt stål. - Nasone – dricksvattenfontän i Rom. |